# Marmaduke and His Angel
Marmaduke and His Angel è un cortometraggio muto del 1915 diretto da Frank Wilson.

## Trama
Un ballerino aiuta una ragazza a riconquistare l'impiegato di una drogheria.

## Produzione
Il film fu prodotto dalla Hepworth.

## Distribuzione
Distribuito dalla Hepworth, il film - un cortometraggio di 251,46 metri - uscì nelle sale cinematografiche britanniche nel marzo 1915.
Fu distrutto nel 1924 dallo stesso produttore, Cecil M. Hepworth. Fallito, in gravissime difficoltà finanziarie, Hepworth pensò in questo modo di poter almeno recuperare il nitrato d'argento della pellicola.